# Église Saint-Étienne de Bailleau-l'Évêque
L’église Saint-Étienne est un édifice religieux catholique situé à Bailleau-l'Évêque, en France.

## Situation et accès
L’édifice est situé sur une parcelle au centre du village dont l’accès est possible depuis la place de l’Église, reliant la rue de la Libération à la rue des Tilleuls. Plus largement, il se trouve dans le département d’Eure-et-Loir, en région Centre-Val de Loire.

## Histoire

### Vol de mobilier
Dans la nuit du 2 au 3 avril 1900, des personnes s’introduisent dans la sacristie en descellant les barreaux de fer de la fenêtre depuis le cimetière qui entour l’édifice. Les cambrioleurs fouillent alors les placards et jettent sur le sol divers objets. Emportant ainsi dans le cimetière divers ornements sacerdotaux, ils en abandonnent certains au profit de ceux en or et argent. Tous ces objets emportés, neufs, auraient une valeur de 550 francs.